# 佛辅
佛辅（?—534年），為6世紀吐谷渾第十六任統治者，他為伏連籌的孙子，呵罗真的兒子，承襲呵罗真擔任首領，萧梁中大通二年（530年）呵罗真死，子佛辅袭宁西将军、护羌校尉、西秦、河二州刺史、河南王爵位，其世子可沓振又遣使向皇太子萧统献白龙驹。北朝的史书《魏书》《周书》《北史》直接记载伏連籌的兒子是夸吕，这可能是由于当时北方陷于离乱，不能有效的记录边疆的民族。
| 前任： 呵罗真 | 吐谷渾首領 | 繼任： 可沓振 |